# Kondo Gakuto
Gakuto Kondo (sinh ngày 10 tháng 2 năm 1981) là một cầu thủ bóng đá người Nhật Bản.

## Sự nghiệp câu lạc bộ
Gakuto Kondo đã từng chơi cho Vissel Kobe và Mito HollyHock.